# Slovenský svaz vojáků v záloze

Oficiální logo SZVvZ

Slovenský svaz vojáků v záloze (zkráceně SZVvZ, celým názvem Slovenský svaz vojáků v záloze a sportovně-branných aktivit) byl založen v roce 1966 jako dobrovolné občanské nepolitické sdružení, otevřené pro všechny občany Slovenska, především však pro vojáky v záloze všech hodností. Jako občanské sdružení provádí zájmovou brannou a sportovně-střeleckou činnost, přičemž spolupracuje s ozbrojenými silami Slovenské republiky .
V roce 2011 sdružoval SZVvZ do 2000 členů v 97 klubech vojáků v záloze na celém území Slovenska. Základem činnosti SZVvZ je pořádání střeleckých závodů různého druhu, kde se soutěží hlavně ve střelbě ze zbraní, používaných v ozbrojených silách Slovenské republiky.

## Historie svazu
Slovenský svaz vojáků v záloze a sportovně-branných aktivit je ve své podstatě nástupnickou organizaci Svazarmu ještě z minulého století. Svazarm nebo zkráceně Svazarm (česky Svaz pro spolupráci s armádou nebo zkráceně Svazarm) byla jednotná dobrovolná branně-společenská organizace v ČSSR. Byl založen 4. listopadu 1951 na základě Zákona č. 92/1951 o branné výchově.  Tehdy sdružoval 10 společenských organizací jako kolektivních členů. V roce 1952 na slučovacím sjezdu přešel na individuální členství.
Svazarm připravoval mládež pro plnění některých úkolů obrany státu. Zastřešoval branné sporty a technickou zájmovou činnost, mezi které patřily cyklotrial, elektronika, kynologie, letectví, modelářství, motorismus, orientační závody, parašutismus, potápění, radioamatérství, střelectví, závěsné létání a spoustu dalších.
Pro rozvoj technických sportů zejména ve střelbě, byl v roce 1966 založen Svaz vojáků v záloze. Po rozpadu Československa vznikla na Slovensku v roce 1993 jeho nástupnická organizace Slovenský svaz vojáků v záloze, jako dobrovolné občanské nepolitické sdružení. Později byl jeho název rozšířen na současný tvar - Slovenský svaz vojáků v záloze a sportovně-branných aktivit.
Prvním prezidentem Slovenského svazu vojáků v záloze se stal major v záloze, pan Miroslav Jánoš, který v této funkci působil dlouhých 26 let. Ze své funkce odstoupil na 8. sněmu SZVvZ, dne 26. října 2019.

## Organizační struktura
Slovenský svaz vojáků v záloze má svou organizační strukturu zakotvenou ve stanovách  . Jejich pravidelná reedice se realizuje na zasedání sněmu, který je nejvyšším řídícím orgánem svazu.
Nová organizační struktura svazu byla přijata na 8. sněmu SZVvZ, který se konal 26. října 2019. Byla koncipována se záměrem zefektivnění řízení svazu, zachování hlasu regionů a aktivace širšího spektra členů svazu. Zrušili se zbytečné a nefunkční mezičlánky v podobě krajských svazů a přibyly funkce viceprezidentů se specializací a odpovědností za konkrétní oblasti řízení a rozvoje svazu.
Organizační struktura svazu na jeho nejvyšší, celostátní úrovni má následující hierarchii (pořadí od nejvyššího stupně po nejnižší):
- sněm
- Ústřední rada
- Prezídium (na čele s prezidentem)
- kontrolor

Ústřední rada je nejvyšším orgánem svazu v obdobích mezi jednotlivými sněmy. Tvoří ji 9 členů s hlasovací pravomocí, přičemž při rovnosti hlasů má rozhodující váhu hlas prezidenta svazu. Personálně je složena z prezidenta, čtyř členů prezídia (viceprezidenti) a čtyř zástupců regionů Slovenska ve smyslu územně-správního rozdělení Slovenské republiky platného do 18. 12. 1990 (Bratislava, Západ, Střed a Východ).

## Soutěže pořádané svazem

### Střelecký víceboj
Klasická soutěž organizace je střelecký víceboj, který je branně-sportovní soutěží jednotlivců a tříčlenných družstev. Princip této soutěže spočívá v plnění pěti soutěžních disciplín (čtyř v případě jednotlivců nestartujících za družstva). Soutěžní disciplíny víceboje jsou:
- Mířená střelba z velkorážové pistole na 25 m
- Třípolohová střelba ze samonabíjecí zbraně vz. 58 na redukovaný terč na 50 m
- Hod granátem na přesnost
- Bojová střelba z pistole
- Střelecký souboj družstev ve střelbě z malorážových pušek

### Střelecký trojboj
Střelecký trojboj je tradiční soutěž jednotlivců sestávající ze dvou technických disciplín v mířené (přesné) střelbě z velkorážových pistolí a velkorážových revolverů ráže 7,62 – .45 (11 mm). Každá z disciplín sestává ze tří střeleckých položek:
- 2 x 5 ran na terč 135-P (zelená, nekrytě ležící figura s kruhy)
- 2 x 5 ran na terč 50/20 (mezinárodní pistolový terč)
- 2 x 5 ran na dvoustředový terč SČS D-1 (tzv. "Papoušek") [3]

### Střelba ze samonabíjecí zbraně vzor 58
Střelba ze samonabíjecí zbraně vzor 58, jako samostatná soutěž, byla do kalendáře SZVvZ zařazena v roce 2013. Jedná se o třípolohovou soutěž ve střelbě z civilní (samonabíjecí) verze samopalu vzor 58, který patřil do základní výzbroje vojáka československé armády od přelomu šedesátých a sedmdesátých let minulého století a odtud se přenesl do výzbroje nástupnických armád.
Střelecké stanoviště je ve vzdálenosti 100 metrů od terče. Soutěží se ve dvou samostatných disciplínách, které jsou vyhodnocovány zvlášť - disciplíny Standard nebo Open. V disciplíně Standard se střílí s původními otevřenými mířidly a v disciplíně Open je možné při střelbě použít optické zaměřovací přístroje (kolimátory, dalekohledy, dioptry). Soutěžící se během soutěže může zúčastnit obou disciplín, samozřejmě s odpovídajícím vybavením.
Každá část disciplíny sestává ze tří soutěžních 10ranných položek na terč 135-P (zelená, nekryté ležící figura s kruhy), které musí být provedeny v pořadí:
- střelba v leže
- střelba v poloze stojmo
- střelba v poloze klečmo

Výkon jednotlivých položek je limitován časem.

### Mezinárodní soutěž REPIKO
Nejnovější ze soutěžních disciplín zařazených do kalendáře SZVvZ. Ve svém rodném listě má, jako zemi původu "uvedené" Česko. Právě od našich českých sousedů byla převzata a zařazena mezi oficiální soutěžní disciplíny poprvé v roce 2016. Rok na to se konal nultý ročník seriálu kvalifikačních závodů, zakončený neoficiálním Mistrovstvím Slovenska.
REPIKO je atraktivní týmová soutěžní disciplína, která v sobě spojuje prvky dynamických a přesnostných disciplín. Její název je zkratkou tří slov, které odkrývají její podstatu - REvolver, PIstol, KOlektiv. Je to soutěž tříčlenných družstev, ve které rozhoduje přesnost střelby na terč a rychlost střelby na kovové terče (poppery).
Popularita této soutěže spočívá zejména v tom, že se jedná o týmovou soutěž, kde záleží na koordinaci a spolupráci mezi jednotlivými členy týmu. Střílí se z velkorážových pistolí (případně revolverů) ráže 7,62 - .45 (11 mm). Povinným vybavením při této soutěži je ochrana zraku (vůči odraženým střelám) a samozřejmě (podobně jako u ostatních soutěží) i sluchu.

## Spolupráce s resorty
Kromě sportovních střeleckých soutěží se SZVvZ v náplni své práce věnuje i společensko-politickým aktivitám domácího a mezinárodního charakteru a spolupracuje především s Ministerstvem obrany SR a Generálním štábem armády SR, se svazy vojáků a důstojníků v záloze v zahraničí, jakož i s dalšími sdruženími a organizacemi na Slovensku, které mají vztah k Ozbrojeným silám . V této souvislosti se SZVvZ usiluje být spojovacím článkem mezi silami a veřejností, kde chce spolupůsobit při řešení mnoha důležitých problémů obrany a bezpečnosti.
Ministerstvo obrany SR akceptuje SZVvZ jako jedinou organizaci reprezentující všech vojáků v záloze na Slovensku a má s ním uzavřenou dohodu o spolupráci.
Všechny aktivity SZVvZ a jejich financování je však závislé na dobrovolné činnosti a členských příspěvcích členů organizace.

## Členství v mezinárodních organizacích
Od roku 1993 je SZVvZ členem mezinárodní organizace vojáků v záloze zemí střední Evropy Gamingská iniciativa a od roku 1999 je přidruženým členem celosvětové mezinárodní organizace vojáků v záloze CIOR.
Organizace Gamingská iniciativa je nezávislým regionálním sdružením vojáků a důstojníků v záloze zemí střední Evropy, jmenovitě z Německa, Švýcarska, Itálie, Maďarska, Chorvatska, Slovinska, Slovenska, Česka a Polska. Jejím cílem je podporovat a aktivizovat svazy vojáků v záloze v členských zemích a spolupracovat s nimi při zvyšování evropské bezpečnosti a obrany.
Mezinárodní organizace CIOR sdružuje v současnosti více než 1,3 milion vojáků v záloze z 36 zemí světa - v rámci i mimo organizaci NATO. CIOR je spojovacím článkem mezi vojáky v záloze a NATO, podporuje fungování svazů vojáků v záloze, podporuje jejich práva, aktivity a výcvik ve všech členských a partnerských zemích NATO.

## Kontakt
Slovenský svaz vojáků v záloze a sportovně-branných aktivit
Hradská 79, 821 07 Bratislava
Slovenská republika
Telefon: +421 2/456 444 04
Mobil: +421 903 44 99 89
URL: www.szvvz.sk Archivováno 17. 7. 2020 na Wayback Machine.